# 四季彩キッチン
『四季彩キッチン』（しきさいキッチン）は、2019年4月1日からフジテレビほかで放送された教養番組。JAグループの単独提供。
毎回四季折々の日本の食材を取り上げ、それらに関する豆知識や食材生産者たちの取り組みを「キッチンを彩る」話題として紹介しているミニ番組。番組は、林修がそれらを視聴者にプレゼンテーションする形で進行する。
2020年3月までは、林家木りん、立川志ら門、春風亭昇吉の3人が持ち回りでナレーションを担当していた。同年4月6日放送分からは牧原俊幸が担当している。

## スタッフ
いずれも、フジテレビが公式サイトで公表しているデータからの参考。
- プロデューサー：花苑博康（NEXTEP）
- ディレクター：福島成駿（CNインターボイス）
- アシスタントプロデューサー：檜谷礼依子（CNインターボイス）、大澤ひとみ（NEXTEP）

## ネット局
月曜のゴールデンタイムに月9ドラマの拡大版や特別番組などが放送される日には、放送時間がずれることがある。
| 放送対象地域 | 放送局          | 系列           | 放送日時           | 備考                          |
| ------------ | --------------- | -------------- | ------------------ | ----------------------------- |
| 関東広域圏   | フジテレビ (CX) | フジテレビ系列 | 月曜 21:54 - 22:00 | 製作局                        |
| 近畿広域圏   | カンテレ (KTV)  | フジテレビ系列 | 水曜 21:54 - 22:00 | 2019年10月2日放送開始 2日遅れ |
| 全国放送     | BSフジ          | フジテレビ系列 | 水曜 22:55 - 23:00 | 9日遅れ                       |